# Liste der Bodendenkmäler in Wessobrunn
Auf dieser Seite sind die Bodendenkmäler in der oberbayerischen Gemeinde Wessobrunn zusammengestellt. Diese Tabelle ist eine Teilliste der Liste der Bodendenkmäler in Bayern. Grundlage ist die Bayerische Denkmalliste, die auf Basis des Bayerischen Denkmalschutzgesetzes vom 1. Oktober 1973 erstmals erstellt wurde und seither durch das Bayerische Landesamt für Denkmalpflege geführt wird. Die folgenden Angaben ersetzen nicht die rechtsverbindliche Auskunft der Denkmalschutzbehörde.

## Bodendenkmäler der Gemeinde

### Bodendenkmäler in der Gemarkung Bayerdießen
| Lage                   | Objekt                                                                                                  | Akten-Nr.     | Bild |
| ---------------------- | --- | ------------- | ---- |
| Bayerdießen (Standort) | Straße der römischen Kaiserzeit (Teilstück der Trasse Gauting-Kempten). Siehe auch: Römische Kaiserzeit | D-1-8032-0019 |      |

### Bodendenkmäler in der Gemarkung Forst
| Lage             | Objekt | Akten-Nr.     | Bild           |
| ---------------- | --- | ------------- | -------------- |
| Forst (Standort) | Abschnittsbefestigung karolinfgisch-ottonischer Zeitstellung oder Burgstall des hohen Mittelalters. Siehe auch: Abschnittsbefestigung Paterzell                                                                                                  | D-1-8132-0018 | weitere Bilder |
| Forst (Standort) | Burgstall des hohen Mittelalters. Siehe auch: Burgstall bei Burgstall (Wessobrunn) | D-1-8132-0019 | weitere Bilder |
| Forst (Standort) | Abschnittsbefestigung vor- und frühgeschichtlicher Zeitstellung. | D-1-8132-0104 | weitere Bilder |
| Forst (Standort) | Burgstall des hohen oder späten Mittelalters. | D-1-8132-0108 |                |
| Forst (Standort) | Untertägige spätmittelalterliche und frühneuzeitliche Befunde im Bereich der Katholischen Pfarrkirche St. Leonhard in Sankt Leonhard im Forst und ihrer Vorgängerbauten. Siehe auch: St. Leonhard im Forst (Wessobrunn), Sankt Leonhard im Forst | D-1-8132-0162 | weitere Bilder |

### Bodendenkmäler in der Gemarkung Haid
| Lage            | Objekt                                                                  | Akten-Nr.     | Bild |
| --------------- | ----------------------------------------------------------------------- | ------------- | ---- |
| Haid (Standort) | Straße der römischen Kaiserzeit (Teilstück der Trasse Gauting-Kempten). | D-1-8032-0128 |      |
| Haid (Standort) | Straße der römischen Kaiserzeit (Teilstück der Trasse Gauting-Kempten). | D-1-8032-0131 |      |
| Haid (Standort) | Burgstall des hohen oder späten Mittelalters.                           | D-1-8132-0176 |      |

### Bodendenkmäler in der Gemarkung Wessobrunn
| Lage                  | Objekt | Akten-Nr.     | Bild           |
| --------------------- | --- | ------------- | -------------- |
| Wessobrunn (Standort) | Untertägige mittelalterliche und frühneuzeitliche Befunde im Bereich von Kloster Wessobrunn und seiner Vorgängerbauten mit teilweise abgegangener Klausur, abgegangener Klosterkirche, Katholischer Pfarrkirche St. Johannes der Täufer und zugehörigem Wirtschaftshof. Siehe auch: Kloster Wessobrunn, St. Johannes Baptist (Wessobrunn) | D-1-8132-0107 | weitere Bilder |
| Wessobrunn (Standort) | Turmhügel des hohen oder späten Mittelalters. | D-1-8132-0110 |                |
| Wessobrunn (Standort) | Untertägige frühneuzeitliche Befunde im Bereich der katholischen Kreuzbergkapelle auf dem Kreuzberg bei Wessobrunn und ihres Vorgängerbaus. | D-1-8132-0165 | weitere Bilder |